# Повіт Ноцуке
Пові́т Но́цуке (яп. 野付郡, のつけぐん, МФА: [not͡su̥ke guɴ]) — повіт в Японії, в окрузі Немуро префектури Хоккайдо.